# Бердяева, Лидия Юдифовна
Лидия Юдифовна Бердяева (в девичестве Трушева, в первом браке Рапп; 20 августа 1871, Харьков, Российская империя — 30 сентября 1945, Кламар, Франция) — русская поэтесса, участник Русского апостолата, деятель Русской диаспоры во Франции.
В первом браке за бароном Виктором Ивановичем Раппом, чиновником Харьковской контрольной палаты, совладельцем книжного издательства «В. И. Рапп и В. И. Потапов».
Во втором браке за философом Николаем Бердяевым.

## Биография
Родилась в Харькове в православной семье. Отец — Юдиф Степанович Трушев служил нотариусом Харьковского окружного суда. Сестра — Евгения Юдифовна Трушева (в замужестве Рапп).
Сестры Трушевы были членами Харьковского союза Российской социал-демократической рабочаей партии, за что 6 января 1900 года арестовываются, отбывают месячный арест, после освобождения уезжают в Париж учиться в Школу Общественных наук.
Лидия, расставшись с первым мужем, 19 февраля 1904 года встречает в Киеве Николая Бердяева, уезжает с ним в Петербург.
В 1918 году, будучи тяжело больной воспалением лёгких, Лидия читает книгу о святой Терезе Авильской, отчего у неё возникает интерес к католической мистике. Николай Бердяев знакомит её со священником Владимиром Абрикосовым, и 7 июня 1918 года она переходит в католичество.
С 1922 года Бердяевы в эмиграции, живут в Германии, затем во Франции. Лидия становится помощником мужа, правит, корректирует его статьи и книги, готовит их к публикации, кроме того она становится активной прихожанкой Прихода Святой Троицы в Париже, где участвует в благотворительных и пастырских проектах, занимается благотворительностью.
Умерла в Кламаре в 1945 году от рака гортани.

## Сочинения
- Бердяева Л. Ю. Профессия: жена философа / Сост., авт. предисл.ю и коммент. Е. В. Бронникова. М.: Мол. гвардия, 2002. — 262 с. ISBN 5-235-02436-2